# Pipistrellus somalicus
Pipistrellus somalicus (лат.) — вид млекопитающих из семейства гладконосых.

## Ареал и среда обитания
Распространён в Бенине, Ботсване, Буркина-Фасо, Камеруне, Центральноафриканской Республике, Чаде, Республике Конго, Демократической Республике Конго, Кот-д’Ивуаре, Эритрее, Эфиопии, Гане, Гвинее, Гвинее-Бисау, Кении, Либерии, Малави, Намибии, Нигерии, Руанде, Сенегале, Сьерра-Леоне, Сомали, Судане, Танзании, Того, Уганде и Зимбабве.
Естественная среда обитания — сухая и влажная саванны, сухие и галерейные леса..

## Угрозы и охрана
МСОП присвоил таксону охранный статус «Виды, вызывающие наименьшие опасения» (LC) на природоохранных территориях..